# 阿部顕三
阿部 顕三（あべ けんぞう、1958年 - ）は、日本の経済学者。専門は、国際経済学。 経済学博士（神戸商科大学、1990年）。中央大学経済学部教授。元日本国際経済学会会長。

## 学歴
- 1976年3月 愛媛県立今治西高等学校卒業
- 1980年3月 慶應義塾大学法学部政治学科卒業
- 1980年4月 神戸商科大学（現兵庫県立大学）大学院経済学研究科博士前期課程入学
- 1982年3月 神戸商科大学（現兵庫県立大学）大学院経済学研究科博士前期課程修了
- 1982年4月 神戸商科大学（現兵庫県立大学）大学院経済学研究科博士後期課程入学
- 1985年3月 神戸商科大学（現兵庫県立大学）大学院経済学研究科博士後期課程単位取得退学

## 職歴
- 1985年4月 名古屋市立大学経済学部助手
- 1986年4月 立命館大学経済学部助教授
- 1991年7月 国際通貨基金(IMF)調査部客員研究員（1991年8月まで）
- 1991年10月 大阪市立大学（現大阪公立大学）経済学部専任講師
- 1992年4月 大阪市立大学（現大阪公立大学）経済学部助教授
- 1993年3月 フロリダ大学経済学部客員研究員（1994年3月まで）
- 1995年10月 大阪大学経済学部助教授
- 1998年4月 大阪大学大学院経済学研究科助教授
- 1999年5月 大阪大学大学院経済学研究科教授
- 2002年3月 ブリティッシュコロンビア大学商学・経営学部客員研究員（2003年8月まで）
- 2002年11月 ブリティッシュコロンビア大学商学・経営学部HSBC客員教授（2003年8月 ）
- 2008年 日本国際経済学会会長（2010年まで）
- 2019年4月 中央大学経済学部教授

## 著作
- 『ベーシック国際経済学』（有斐閣, 1989年, 小田正雄・鈴木克彦・井川一宏と共著）
- 『国際公共経済学の展開』（有斐閣, 1992年）
- 『国際経済・金融』（岩波書店, 2003年, 岩本武和と共編）
- 『国際経済学 (有斐閣アルマ)』（有斐閣, 2012年, 遠藤正寛と共著）ISBN 978-4641124806